# Syringura triplex
Syringura triplex is een vlinder uit de familie bloeddrupjes (Zygaenidae). De wetenschappelijke naam van deze soort is voor het eerst geldig gepubliceerd in 1880 door Plötz.
De soort komt voor in tropisch Afrika.